# Chironomus australis
Chironomus australis är en tvåvingeart som beskrevs av Macquart 1847. Chironomus australis ingår i släktet Chironomus och familjen fjädermyggor. Inga underarter finns listade i Catalogue of Life.